# しぶんぎ座

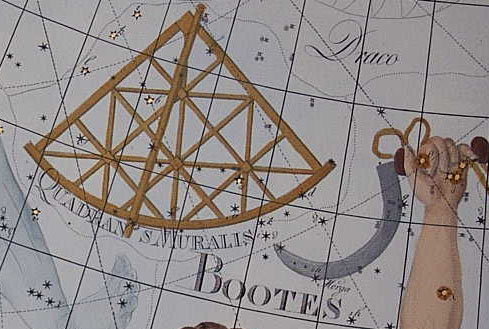
ヨハン・ボーデの星図に描かれた壁面四分儀座 (Quadrans Muralis)

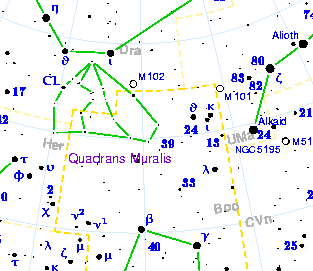
しぶんぎ座が設定されていた位置

しぶんぎ座（Quadrans Muralis、四分儀座）あるいは壁面四分儀座（へきめんしぶんぎ座）は、1795年にフランスの天文学者のジェローム・ラランドが設定した現在使われていない星座の1つ。現在のりゅう座・ヘルクレス座・うしかい座の境界付近にあった。Quadrans Muralis とは、ラテン語で「壁面四分儀」のことで、位置天文学で天体の位置を観測するために使われた機器である。ラランドは、甥のミシェル・ルフランセ・ド・ラランド (Michel Lefrançois de Lalande) と共に北天の50,000個以上の恒星の位置を観測した際に使った壁面四分儀を記念して新たにこの星座を設けた。毎年1月4日頃に極大を迎えるしぶんぎ座流星群は、かつてこの星座が設定されたりゅう座ι星近辺を輻射点とすることからその名前が付けられている。

## 由来と歴史
フランスの科学機器製作者ジャン・ニコラ・フォルタン (Jean Nicolas Fortin) が1795年に出版した星図Atlas Céleste の改訂版に、「壁」を意味するLe Mural という名前で載せられたのが初出である。Atlas Céleste は、ジョン・フラムスティードが1729年に出版した星図『天球図譜』 (Atlas Coelestis) を3分の1に縮小して再版したもので、1776年に初版が出された。1795年に出版されたこの改訂版は、ラランドと彼の同僚ピエール・メシャンによって編集され、付録の星表への記載こそないものの、星図のプレート2に壁面四分儀の絵とLe Muralという名称が書き加えられている。発行者のフォルタンは付録のテキストの中で、「Le Mural、またはQuart-de-cercle Mural (Pl.2) は、ラランドがりゅう座、うしかい座、ヘルクレス座の間の隙間に配置したもう1つの新しい星座である。ラカイユは、南天の星を観測した後に物理学と芸術の道具で新しい星座を形成した。彼の例に倣って、我々は北天で3万の星の観測に役立った貴重な道具、すなわち天文学の最大の記念碑を奉献できると考えた。」としている。実際、ラランドはコレージュ・ド・フランスに天文学教授として在職中に、甥のミシェル・ルフランセ・ド・ラランドと共に、壁面四分儀を用いて5万個以上の恒星の位置を特定している。ラランドは、翌1796年に出版したConnaissance des temps ou des mouvements célestes, à l'usage des astronomes et des navigateurs, pour l'annéeの中で、5等級から7等級までの恒星10個をこの星座に属するものとしている。
1801年、ヨハン・ボーデが出版した『ウラノグラフィア』(Uranographia) では、ラテン語化された Quadrans Muralis と改名されて掲載された。その際、古くからの星座の領域を侵害しないように、ラランドが示した領域よりも狭めて描かれている。『ウラノグラフィア』の影響で、19世紀前半においては多くの星図で定番の星座となっていたが、19世紀末までにはほぼ忘れられた星座となった。1922年に国際天文学連合が88の星座を選定した際には選から外れ、現在その領域はりゅう座とうしかい座の領域となっている。